# Miron (sculptor)
Miron (în greacă Μύρων, Mýron; n. ca. 500 a. Chr., Eleutherai; d. ca. 440 a. Chr.) a fost unul din cei mai însemnați sculptori ai Greciei Antice.  Alături de Policlet a fost unul dintre fruntașii sculpturii grecești din perioada clasică timpurie, fiind un premergător al lui Fidias. 

## Viața și opera

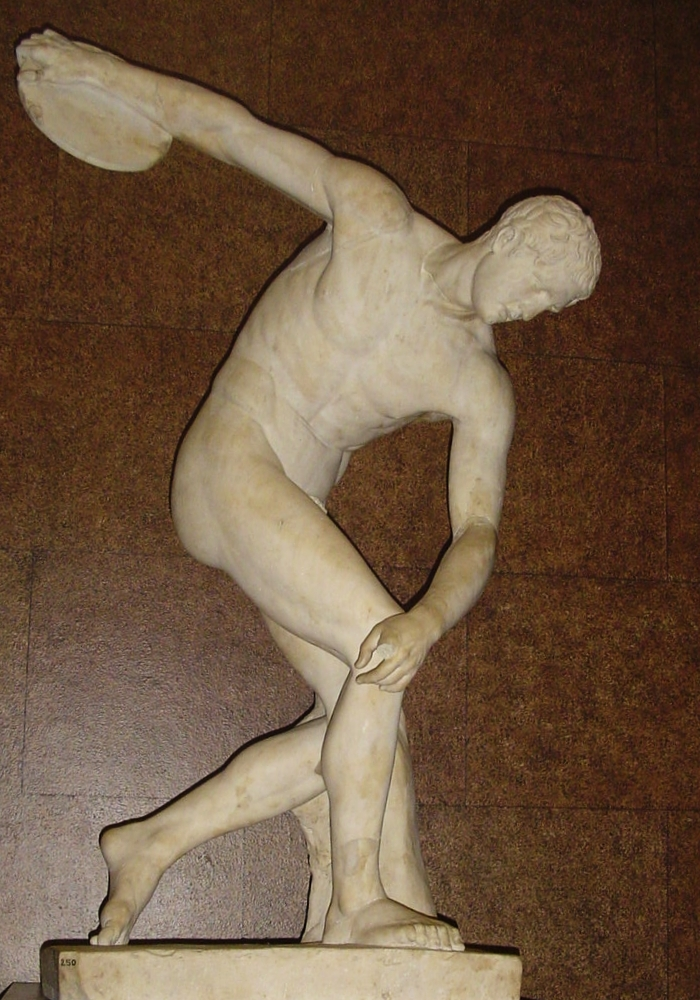
Discobolul, copie romană expusă la British Museum

Sculptorul Miron a învățat măiestria artei de a ciopli în piatră ori modela bronzul de la Ageladas, un sculptor grec și renumit profesor în materie, împărtășindu-și tainele și altor doi titani ai vremii: Phidias și Polykleitos.
Multe din operele lui Myron au dispărut în cenușa istoriei, dar unele au fost redate de către urmașii romani, care au îndrăgit operele create de către acesta și le-au replicat în marmură ori gresii.
Printre realizările lui Myron se numără câteva statui din bronz ale zeilor sau semi-zeilor, ori ale eroilor, dar majoritatea au fost dedicate atletismului și Jocurilor Olimpice. Cea mai cunoscută operă a lui Miron este Discobolul, cunoscut și sub numele de „Aruncătorul cu discul”.
Această sculptură a fost realizată în perioada 460–450 î.en. În prezent se găsesc câteva copii romane ale acestei statui, majoritatea fiind realizate la scară naturală umană, numai una fiind realizată din marmură.
O altă operă de Miron este "Atena și  Marsias" - grup statuar din care spre anii 60 ai sec. XX se  păstrase doar statuia Atenei, dar actualmente  este restaurat în întregime, incluzând pe satirul Marsias,  oscilând între curiozitate și frică, și se află la Vatican, la Museo Storico Vaticano, care este unul dintre  Muzeele Vaticane.
Creația sa constituie o eliberare din hieratismul sculpturii arhaice. Conturul formelor devine unul suplu, expresia figurii se umanizează și sporește în expresivitate, redarea mișcării respectă realitatea. Echilibrul formelor reflectă seninătatea interioară.
A fost primul sculptor grec, care a combinat măiestria  mișcării cu un har pentru compoziție fără precedent.